# L'Île-Bizard–Sainte-Geneviève

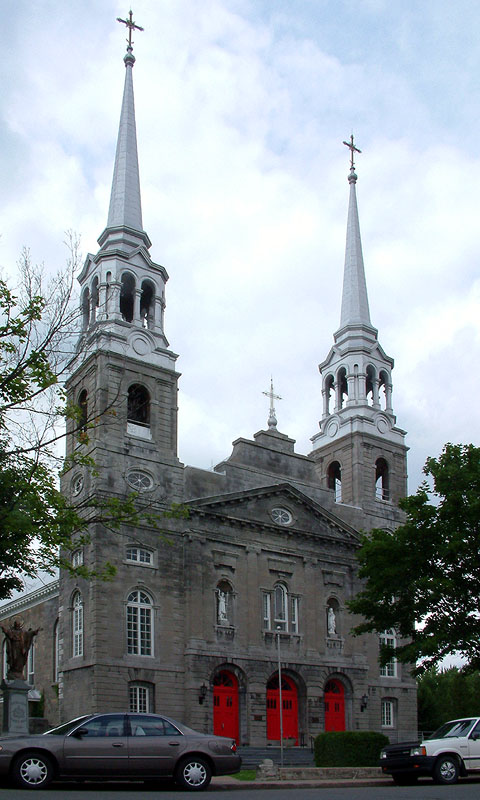
Île-Bizard-Sainte-Geneviève

Île-Bizard–Sainte-Geneviève é um distrito da cidade de Montreal. Constitui-se dos antigos municípios de Île-Bizard e de Sainte-Geneviève, que foram reanexados a Montreal em 2002. O distrito é formado pela Ilha Bizard e o antigo município de Sainte-Geneviève na Ilha de Montreal. O distrito possui área de 23,63 km² e uma população de 18 005 pessoas (2008).

## História
Em 24 de outubro de 1678, o governador Louis de Buade de Frontenac cede a Ilha Bizard, à época chamada Ilha Bonaventure, a Jaccques Bizard, tratando-se da primeira concessão do oeste da Ilha de Montreal. A vila de Sainte Geneviève surgiu no início do século XVIII. O município de Sainte-Geneviève é criado em 1859.
Durante a primeira metade do século XIX, os agricultores da Ilha Bizard e de Sainte Geneviève dedicam-se à horticultura. O território é transformado assim em um jardim de Montreal.
A partir do final dos anos 1950, a criação de dois grandes campos de golfe inicia a venda em massa de terras e ao abandono da agricultura, que se tornou uma atividade pouco rentável. Em 1959, a Ilha Bizard acolhe em 1959 o Clube de Golf Royal Montréal.
Nos últimos cinquenta anos, sobretudo após a abertura da Autoestrada 40, que aproximou o oeste da ilha da cidade, a urbanização se intensifica e a população se multiplica. Inicialmente apreciado como destino de passeios, o distrito é agora um local de residência privilegiado.